# Michael Bach
Pour les articles homonymes, voir Michael Bach (homonymie) et Bach (homonymie).
Michael Richardson Bach est un rameur américain né le 25 juillet 1960 à New York.

## Biographie
Michael Bach participe à l'épreuve de quatre avec barreur aux Jeux olympiques d'été de 1984 à Los Angeles avec comme partenaires Thomas Kiefer, Gregory Springer, Edward Ives et John Stillings. Les cinq Américains remportent la médaille d'argent.